# HD 200723
HD 200723，又名BD+41 3987，SAO 50409、HR 8071，是一颗恒星，视星等为6.33，位于銀經84.08，銀緯-3.47，其B1900.0坐标为赤經21h 0m 7.4s，赤緯+41° -3.47′ 57″。